# Chiesa di San Biagio (Pratovecchio)
La chiesa di San Biagio è un edificio sacro che si trova in località Ama, a Pratovecchio.

## Storia e descrizione
La chiesa, risalente all'XI secolo, ha subito nel tempo diversi interventi, tra cui quello del XVIII secolo, tuttavia rimane uno dei più interessanti esempi di architettura romanica rurale del Casentino. La facciata a capanna ha la finestra tamponata che sovrasta l'arco gotico a sesto acuto.
L'interno, ad una navata, con l'abside terminale e monofora, è coperto a capriate lignee. Il paramento murario a filaretto è stato in gran parte sostituito o rifatto. Sul fianco sinistro è una porta tamponata sormontata da un arco acuto che testimonierebbe, insieme alla lunetta della facciata, un intervento di epoca successiva rispetto alla struttura originaria dell'edificio. Sulla destra dell'abside sorge il campanile a vela che contiene due campane del 1581.